# Eva Jansen Manenschijn
Eva Jansen Manenschijn (1991) is een Nederlandse toneelschrijfster en dramaturge. Zij studeerde in 2014 af aan de Hogeschool voor de Kunsten Utrecht waar ze de schrijfopleiding Writing for Performance volgde. Haar stukken worden uitgegeven door De Nieuwe Toneelbibliotheek.

## Biografie
Haar afstudeertekst On all fours won de ITs Ro Theater Playwriting Award 2014. Het stuk is onder meer opgevoerd in het Theater Rotterdam. Voor haar latere teksten Niemandsland (2017) en Dubbelgangers (2019) ontving zij in 2020 een Charlotte Köhler Stipendium. De teksten werden opgevoerd door Bellevue Lunchtheater en Theater Rast. In 2020 en 2021 schreef ze twee nieuwe teksten voor Theaterproductiehuis Zeelandia.
Manenschijn is tevens actief als dramaturge.

## Toneelteksten
| Jaar | Titel         | Opmerkingen         |
| ---- | ------------- | ------------------- |
| 2014 | On all fours  |                     |
| 2015 | Eindtij       | met Ilmer Rozendaal |
| 2017 | Niemandsland  |                     |
| 2019 | Dubbelgangers |                     |
| 2020 | Int/ext       |                     |
| 2021 | Valavond      |                     |

## Prijzen en onderscheidingen
| Jaar | Titel                                 | Opmerkingen |
| ---- | ------------------------------------- | ----------- |
| 2014 | ITs Ro Theater Playwriting Award 2014 |             |
| 2020 | Charlotte Köhler Stipendium           |             |